# 罗伯特·布兰登贝格尔
罗伯特·H·布兰登贝格尔（德語：Robert H. Brandenberger，1954年—），瑞士理论物理学家，宇宙学家，麦吉尔大学物理学教授。